# Епархия Санта-Клары
Епархия Санта-Клары (лат. Dioecesis Sanctae Clarae) — епархия Римско-Католической церкви с центром в городе Санта-Клара, Куба. Епархия Санта-Клары входит в митрополию Камагуэя. Кафедральным собором епархии Санта-Клары является церковь святой Клары Ассизской.

## История
1 апреля 1995 года Римский папа Иоанн Павел II издал буллу «Ad aptius consulendum», которой учредил епархию Санты-Клары, разделив епархию Сьенфуэгоса-Санты-Клары на две отдельные епархии. В этот же день епархия Санта-Клары вошла в митрополию Сантьяго-де-Кубы.
5 декабря 1998 года епархия Санта-Клары вошла в митрополию Камагуэя.

## Ординарии епархии
- епископ Fernando Ramón Prego Casal (1.04.1995 — 9.01.1999);
- епископ Marcelo Arturo González Amador (4.06.1999 — по настоящее время).

## Источник
- Annuario Pontificio, Libreria Editrice Vaticana, Città del Vaticano, 2003, ISBN 88-209-7422-3
- Булла Ad aptius consulendum  (лат.)